# Mopsella dichotoma
Mopsella dichotoma är en korallart som först beskrevs av Peter Simon Pallas 1766.  Mopsella dichotoma ingår i släktet Mopsella och familjen Melithaeidae. Inga underarter finns listade i Catalogue of Life.